# 查尔斯·福特
查尔斯·霍伊·福特（英語：Charles Hoy Fort，1874年8月6日—1932年5月3日），美国作家，奇异现象学研究者。术语“福特现象”（Fortean由姓氏Fort+形容词后缀ean组成，或Forteana由Fortean+phenomena缩写而来）有时用来表征各种反常现象。他的书迷自称为“Forteans”，并影响了科學幻想的某些方面。
福特所著对反常现象的汇编《诅咒之书》（1919年）影响了许多科幻作家。“福特现象”似乎挑战了公认的科学知识底线，而Fortan Times（1973年创刊名The News，1976年更名）则专注于调查此类现象。